# زمزم (شبراخيت)
قرية زمزم هي إحدى القرى التابعة لمركز شبراخيت في محافظة البحيرة في جمهورية مصر العربية. حسب إحصاءات سنة 2006، بلغ إجمالي السكان في زمزم 2606 نسمة، منهم 1380 رجل و1226 امرأة.